# Manuel Thomás de Carranza
Manuel Santiago Thomas de Carranza y de Luque (Madrid, 22 de agosto de 1914 - Madrid, 9 de enero de 1991) fue un diplomático español y III marqués de Sala de Partinico.

## Biografía
Nació en 1914. En la década de 1960 estuvo de consejero de economía y agregado comercial en la Embajada de España en París. Director general del Servicio Exterior del Movimiento, desempeñó también la presidencia de entidades como la Confederación Europea de Excombatientes o el Consejo Superior de Economías Regionales. también fue presidente del Consejo Económico y Social balear. Entre 1971 y 1973 estuvo al frente de la embajada de España en Irak, y llegó a conocer en persona a Sadam Huseín. Durante la Transición Española fue fundador y miembro del consejo rector del partido Renovación Española, presentado al público en enero de 1978.
Llegó en la carrera diplomática  (por oposición) a embajador de España de categoría. Y era por oposición también (con el número uno) agregado comercial.
Murió en Madrid el 9 de enero de 1991.
Se le ha adscrito una posición ideológica, combinando postulados democráticos con el franquismo.
Ostentó el título nobiliario de III marqués de Sala de Partinico. Fue hermano de Enrique Thomas de Carranza.

## Distinciones
- Gran Cruz de la Orden de Cisneros (1964)[11]
- Gran Cruz (con distintivo blanco) de la Orden del Mérito Militar (1966)[12]